# Slaget vid Civitate
Slaget vid Civitate, även känt som Slaget vid Civitella del Fortore utkämpades den 10 juni 1053 i Syditalien, mellan italo-normanderna, ledda av greven av Apulien Humfred av Hauteville, och en schwabisk-italiensk-lombardisk armé, organiserad av påve Leo IX som på slagfältet leddes av Gerard, hertig av Lorraine, och Rudolf, furste av Benevento. 
Den normandiska segern över den förenade påvearmén markerade början på en konflikt som slutade med det formella erkännandet av den normandiska erövringen av Syditalien av påve Nicolaus II 1059, med Robert Guiscard som hertig av Apulien, Kalabrien och hertig av Sicilien.